# Приградска железница
Приградска железница је железнички систем који повезује град са окружењем и примарно је оријентисан на превоз дневних путника између града и приградских насеља. Kарактеристичан је по високој ефикасности и синхронизованим временима поласка који омогућавају већи број возних композиција на једној линији. Типично, оба смера свих линија имају засебну пругу. 

## Немачко говорно подручје
У немачком језику, приградске железнице се зову „S”-железнице, што је изведено из речи за „градскa железница”, „брза железница” или „брза градска железница”.
Систем је први пут представљен јавности децембра 1930. године у Берлину. У Немачкој, ознака за приградску железницу је бело слово „S” у зеленом кругу, док је у Аустрији у употреби бело угласто слово „S” у плавом кругу. У Аустрији, системи приградских возова постоје у Бечу и Салцбургу. Бечки систем је велики, стар и врло познат у свету.  
У Швајцарској приградске железнице користе знак у облику црних слова на белој позадини.

## Друге земље
у Француској и француском говорном подручју Швајцарске, користи зе назив RER (фр. Réseau express régional). У Копенхагену се користи име S-tog.

## Ознаке
- Немачка
- Хамбург
- Аустрија
- Берн
- Париз
- Копенхаген